# 21696 Ермалмквіст
21696 Ермалмквіст (21696 Ermalmquist) — астероїд головного поясу, відкритий 7 вересня 1999 року.
Тіссеранів параметр щодо Юпітера — 3,560.